# System.ini
System.ini — один з текстових файлів конфігурації Windows родин Windows 3.x та Windows 9x.
Міститься у каталозі Windows. Він складається з декількох розділів: [BOOT]; [386Enh];